# Maksim Kostantinovič Križanovski
Maksim Kostantinovič Križanovski (rusko Максим Константинович Крыжановский), ruski general, * 1777, † 1839.
Bil je eden izmed pomembnejših generalov, ki so se borili med Napoleonovo invazijo na Rusijo; posledično je bil njegov portret dodan v Vojaško galerijo Zimskega dvorca.

## Življenje
Leta 1794 je pričel z vojaško službo pri vojni mornarici; čez tri leta je postal podporočnik. Leta 1803 je bil premeščen v novoustanovljen 2. pomorski polk in leta 1807 je bil kot major postal poveljnik bataljona carske policije; v polkovnika je bil povišan leta 1809. Naslednje leto je postal bojni inštruktor gardistov. Pozneje je preoblikoval bataljon carske policije v polk, ki mu je poveljeval med veliko patriotsko vojno.
Leta 1813 je bil povišan v generalmajorja in leta 1826 v generalporočnika. 
Leta 1827 je postal poveljnik sanktpeterburške trdnjave in vojaškega sveta.